# Quelea
Quelea är ett fågelsläkte i familjen vävare inom ordningen tättingar med tre arter som förekommer i Afrika söder om Sahara:
- Kardinalvävare (Q. cardinalis)
- Rödhuvad vävare (Q. erythrops)
- Blodnäbbsvävare (Q. quelea)